# 汉斯·劳
汉斯-艾米尔·劳（Hans-Emil Lau，1879年4月16日—1918年10月16日），丹麦天文学家。
劳在丹麦的哥本哈根大学学习期间就开始了天文观测。1906年毕业后，他在柏林的特雷普陀观测台工作，后又到哥本哈根的赫斯霍尔姆天文台。
劳的主要学术贡献在于他对火星和木星的研究。另外，他的研究范围还包括星团、变星的测量、星球的颜色、彗星、太陽黑子以及土星的卫星的观测。
他于1900年发表了从未被发现的超海王星天体的轨道预测报告。在火星上的一个陨石坑是以他的名字命名的。
1918年因西班牙流感而身故。